# دنیس (آلبوم)
دنیس (به انگلیسی: Denis)، نام یک آلبوم تلفیقی از گروه موسیقی موج نو، بلاندی، است که نخستین بار دیسکی رکوردز آن را در سال ۱۹۹۶ در هلند منتشر کرد. این مجموعه از آن پس با جلدهای رویی متفاوت هم از دیسکی و هم از ای‌ام‌آی/کپیتل رکوردز با عنوان‌های از این عکس بگیر - مجموعهٔ اساسی بلاندی، مجموعهٔ بلاندی، مجموعهٔ اساسی، گزینش ماورایی و... منتشر شده‌است که همگی فهرست ترانه‌های مشابهی داشته‌اند.

## فهرست آهنگ‌ها
1. «Denis» (لونسن) – ۲:۱۷
2. «The Tide Is High» (هولت) – ۳:۵۰
3. «Hanging on the Telephone» (لی) – ۲:۲۱
4. «Rip Her to Shreds» (هری، استین) – ۳:۱۹
5. «Picture This» (هری، استین، دستری) – ۲:۵۵
6. «X-Offender» (هری، ولنتاین) – ۳:۱۱
7. «Rifle Range» (استین، توست) – ۳:۳۹
8. «For Your Eyes Only» (استین، هری) – ۳:۰۶
9. «Susie and Jeffrey» (هری، هریسون) – ۴:۰۷
10. «Die Young Stay Pretty» (هری، استین) – ۳:۳۱
11. «Island of Lost Souls» (هری، استین) – ۳:۴۸
12. «Platinum Blonde» (هری) – ۲:۱۷
13. «War Child» (هری، هریسون) – ۳:۵۹
14. «In the Flesh» (هری، استین) – ۲:۳۰